# Fiorucci (Modemarke)
Fiorucci ist eine italienische Modemarke, die 1967 von Elio Fiorucci (* 10. Juni 1935; † 2015) in Mailand gegründet wurde.

## Geschichte
Fiorucci wurde in den 1970er und 1980er Jahren durch ihre farbenfrohen Designs bekannt. Die Marke zeichnete sich durch ihren unkonventionellen und rebellischen Stil aus, der sich in knalligen Farben und auffälligen Prints zeigte. Fiorucci arbeitete auch eng mit Künstlern und Designern zusammen. In den 1980er Jahren eröffnete Fiorucci Filialen in den Vereinigten Staaten und Europa und wurde zu einer der bekanntesten Modemarken der Welt. Ende der 1980er Jahre plagten Fiorucci finanzielle Schwierigkeiten und er musste mehrere Filialen schließen. Das Unternehmen wurde 1990 vom japanischen Unternehmen Edwin gekauft. 2015 wurde die Marke, kurz vor dem Tod von Elio Fiorucci, von Itōchū Shōji, die zwischenzeitlich Edwin übernommen hatten, an Janie und Stephen Schaffer verkauft.